# Warhammer 40,000
Warhammer 40,000 (неофіц. Warhammer 40K) — настільна гра, варґейм, створена  компанією Сполученого Королівства - Games Workshop, та заснована на ній медіафраншиза. Події гри та похідних творів розгортаються в однойменному вигаданому всесвіті далекого майбутнього, в галактиці Чумацький Шлях. Warhammer 40,000 початково була науково-фантастичною альтернативою оригінальній, фентезійній грі Warhammer Fantasy Battle, поступово розвинувшись в самостійний проєкт. Медіафраншиза, заснована на грі, включає: настільні ігри, карткові ігри, відеоігри, книги та фільми, в тому числі й фанатські.
Настільна військово-тактична гра у цьому всесвіті відтворює баталії між арміями 41-го тисячоріччя, за допомогою мініатюр (масштабу 28 мм, приблизно 1:65). Для гри використовуються фігурки воїнів, чудовиськ та військової техніки. У саму гру грають на столах, на які виставляються терейни — макети будівель, лісів та інших елементів ландшафту. Також для гри використовуються шестигранні кубики (D6, дайси), лінійки, рулетки та спеціальні шаблони.
До армій, за які можна грати, входять різноманітні істоти й техніка,  для кожного виду бойових одиниць діють різні правила. Кожна армія має свої переваги і слабкості, спеціальні правила, тактику ведення бою та історію, яку називають «тлом» або ж «бéком» (від англ. Background — «тло»). Крім того, у різноманітних творах в ігровому всесвіті фігурують менш відомі армії, раси та організації, що не представлені в настільному втіленні Warhammer 40,000.

## Правила

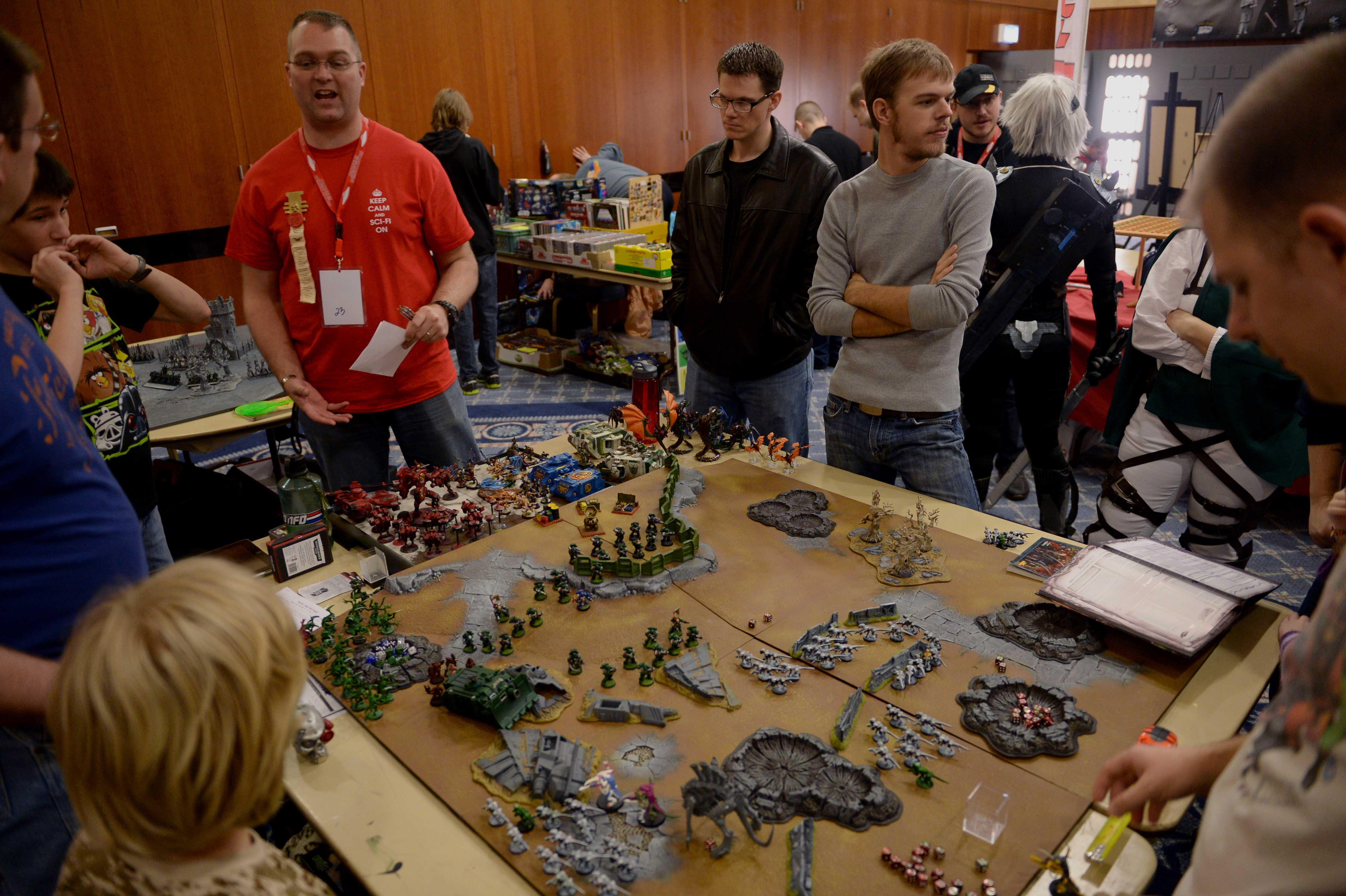
Процес гри

Для гри необхідні поле бою, мініатюри, брошури з правилами, рулетка, гральні кубики та іноді записник. Перед початком гравці домовляються про сценарій або визначають його кидком кубика з-поміж наданих у ігровій літературі. Після цього вони облаштовують поле бою і розставляють мініатюри: піхоту, техніку, воєначальників і т. д. Кожна бойова одиниця називається юнітом (англ. unit — одиниця) і може бути представлена кількома мініатюрами, наприклад, зграєю чудовиськ. Війська, їхня зброя та обладнання мають певну цінність, виражену в очках та в значенні сили, яка складається зі значення сили всіх окремих юнітів. Попередньо гравці домовляються, арміями якої сили вони командуватимуть. Гра відбувається покроково, повний ігровий хід складається з ходів обох гравців, поділених на фази. На час 9-ї редакції правил це фази командування, руху, задіяння психічних сил, стрільби, прориву (руху до цілі ближнього бою), ближнього бою та випробування бойового духу.
Киданням кубиків (D6, дайсів) визначається, які дії здійснять моделі, ефективність атак тощо. Іноді слід користуватися D3  — фізично таких кубиків не існує, випале значення з D6 ділиться на половину і округлюється в більший бік. Часом в правилах прописані модифікатори у вигляді, наприклад, D6+1. Це означає, що до випалого значення слід додати 1. В деяких випадках, зумовлених правилами, дозволяється перекидати кубики. Спірні ситуації вирішуються киданням дайсів обома гравцями, перевага надається тому, котрий отримує більше значення. До 8-ї редакції правил спеціальними круглими або краплевидними шаблонами визначалися вибухи, дія вогнеметів. Відстані вимірюються в дюймах за допомогою рулетки або лінійки. Рекомендується записувати ходи та виконані дії.
Юніти мають кожен свою назву, роль на полі бою, значення сили, композицію (які і скільки моделей входять до складу юніта), оснащення, уміння, озброєння і профіль. Профіль включає характеристики: швидкість (M) (відстань, яку проходить за один хід), володіння зброєю (WS), володіння балістикою (BS) (точність), сила (S), стійкість (T) (наскільки юніта легко поранити), рани (W) (скільки ушкоджень може витримати до знищення), атаки (A) (кількість атак щоходу), лідерство (Ld) (відвага), оберігання (Sv) (броня). Не витримали випробування часом і зникли з поточних правил такі характеристики, як Cool (холоднокровність) та Will Power (вміння користуватись та протидіяти психічним силам). Зброя у свою чергу має власні характеристики: дальність, тип, сила (рівень влучності), пробиття броні та ушкодження. Для багатьох бійців існує вибір з-поміж кількох видів зброї. Вона може не бути відображена на мініатюрі фізично, проте враховується як видана. Для всіх юнітів існують ключові слова, наприклад Adeptus Astartes, Core, чи Biker, за якими можна визначити які правила до них застосовуються. Всі характеристики юнітів описуються в кодексах відповідної армії та додатковій літературі. В середині ходу дозволяється виставити на поле підкріплення з тих юнітів, що володіють обладнанням для десантування.
До 8-ї редакції правил такі характеристики, як WS та BS, оцінювалися за шкалою від 0 до 10. За 9-ї у характеристиках юнітів пишеться яке значення має випасти на гральному кубі, щоб модель влучила у ціль під час ближнього чи дальнього бою, наприклад 3+, 4+ або навіть 6+. Якщо значення ран падає до 0, юніт гине. Спас-кидок (англ. saving throw) дає шанс уникнути ушкоджень та задіюється коли, наприклад, війська за правилами володіють бронею, силовими полями чи сидять в укритті. На відміну від інших характеристик, нижче значення спас-кидка є кращим, але мінімум 2+. Тобто, щоб броня або поле захистило бійця, потрібно, кинувши кубик, отримати результат 2 або більше.
Гравець може призначити одного юніта-персонажа воєначальником. Тоді він отримує додаткові правила, як риса та реліквія (зазвичай це покращений варіант стандартного озброєння). У кожної фракції та навіть підфракції є свої риси та реліквії.
У Warhammer 40,000 існують тести на характеристики, які проходять юніти за певних обставин. Так, тест на бойовий дух передбачає кидання D6 і додання до результату кількості втрачених моделей. Якщо на кубі випаде 1, то тест автоматично пройдений. У іншому випадку, якщо отримана сума перевищує характеристику Ld юніта, одна модель автоматично забирається, а всі інші кидають D6. В разі випадання 1, модель «тікає від страху».
За певної ігрової ситуації можна задіяти стратегеми — особливі здатності армії, що посилюють війська, надають їм збільшення характеристик, завдають шкоди ворогам або ж дають змогу перекинути невдалі значення кубів. Кожну стратагему можна використати лише один раз за фазу, якщо у правилі стратагеми не зазначено інше.
У грі використовується видимість одних військ іншими. Для проведення лінії прямої видимості від союзної моделі до ворожої має бути можливість провести пряму лінію від її очей до будь-якої частини тіла цілі. Якщо видно тільки зброю, прапор або інший предмет, або якщо модель стоїть за прикриттям, висота якого вища за або дорівнює 5 дюймам, то модель вважається невидимою.
Битва триває 5 ходів або поки одна з армій не втратить всі війська. Гра може вестися кілька боїв поспіль за очки перемоги, що даються за виконання цілей, які різняться від місії до місії. Перемагає той, хто після визначеної кількості боїв/ходів, має більше очок.
Від редакції до редакції правила можуть суттєво різнитися, а опис світу зазнавати реткону. Можуть додаватися нові юніти або замінятися старі, змінюватися характеристики, чи навіть вводитися і виключатися цілі армії.

## Світ гри
Warhammer 40,000 описує світ 41-го та 42-го тисячоліття, суть якого передає означення «Середньовіччя далекого майбутнього». Warhammer 40,000 має виражену еклектику та гротеск. Численні елементи класичного, умовно середньовічного фентезі, що присутні в світі гри, виконані в науково-фантастичному антуражі. Так, з одного боку, існують високі технології на кшталт космічних перельотів, генної інженерії, присутні елементи космічної опери та кіберпанку, з іншого — поширені холодна зброя, лицарство, магія та надприродні сили на кшталт демонів.
Місце дії окреслене галактикою Чумацький Шлях з її зоряними системами та планетами, і Варпом (Імматеріумом або Великим Морем) — паралельного виміру, який використовується для космічних перельотів, а разом з тим є звичним місцем існування демонів, породжуваних думками емоціями жителів галактики. Більшість Чумацького Шляху займає людська держава Імперіум, що існує вже понад 10 тисяч років. Імперіум послуговується залишками досягнень колишніх епох для підтримання свого існування, якому загрожують численні внутрішні та зовнішні вороги. Багато термінів Warhammer 40,000 звучать вигаданою мовою Імперіуму — високою готикою та низькою готикою, поряд з вигаданими мовами інших рас і цивілізацій.
Історія всесвіту Warhammer 40,000 налічує мільйони років від появи перших розумних рас, таких як елдари й некронтири, панування богоподібних Древніх та їхнє падіння, і до початку 42-тисячоліття. Основна увага приділяється Імперіуму, котрий виник завдяки діянням людини, відомої просто як Імператор. Цей лідер проявив себе після того, як людство було розділене та деградувало через шторми у Варпі та війну з роботам, що були названі «залізними людьми». Імператор об'єднав відокремлені планети під своєю владою, однак зрада його найкращого сина і воєначальника Гору вилилася у громадянську війну, відому як Єресь Гора. В ході Єресі Імператор отримав смертельне поранення і відтоді перебуває в комі, правлячи лише де-юре. Видіння й чудеса, які супроводжують деяких персонажів, вважаються доказом того, що Імператор живий і отримав сильне відображення у Варпі. Наступником Гора став Абаддон Розорювач, який періодично нападає на Імперіум на чолі сил Хаосу Неподільного. Імперіум же перетворився на теократичну державу з культом Імператора, де процвітають релігійний фанатизм, бюрократія, тисячоліттями триває технологічний застій, а нові винаходи вважаються єрессю й дозволені лише високим чинам науковців з організації Адептус Механікус.
Впродовж ігрових сценаріїв та в художніх творах зображається протистояння різних сил галактики з перемінним успіхом. Хронологія всесвіту час від часу оновлюється, описуючи втрати і досягнення протиборчих фракцій. На початку 2017 року вийшла значна кампанія «Прийдешня буря: Падіння Кадії», яка описує падіння планети Імперіуму Кадії, яка була опорним пунктом тисячі років. Це відкриває силам Хаосу шлях до Терри, що буде показано в майбутніх сценаріях. З 2018 року виходила кампанія «Темний Імперіум: Віджилус Непокорний», пов'язана з подіями на планеті Віджилус, яка різко здобула стратегічне значення, а з 2019 видавалася серія книг «Психічне Пробудження», що розкривають події після кінця 41-го тисячоліття.
Примітними рисами цього всесвіту є жорстокість і похмурість, відображені в слогані Warhammer 40,000: «У похмурому світі далекого майбутнього є лише війна». Кожна із протиборчих сторін відрізняється ксенофобією та нетерпимістю до інших. У всіх сторін конфліктів є своя мотивація і мета, заради якої вони ладні піти на крайнощі.
Всесвіт гри містить численні алюзії на всесвітню історію, а також мистецтво, культуру і релігію багатьох народів світу. Серед міфологічних джерел найбільш використовуються міфи стародавньої Греції, Риму, Персії, Скандинавії, Єгипту, різні окультні вчення. Серед літературних — твори Джона Р. Р. Толкієна, Френка Герберта, Майкла Муркока, Роберта Гайнлайна, Гаррі Гаррісона і багатьох інших авторів. Серед історичних — майже вся історія людства, від найдавніших часів до ймовірного майбутнього, яким його описують фантасти та футурологи. В свою чергу техніка Імперіуму натхнена технікою Першої та Другої світових воєн.

## Ігрова література
Книги правил — довідник з ігрового процесу Warhammer 40K. Книги правил містять основну інформацію, включаючи перелік правил для настільної гри, історію 41-го тисячоліття та керівництва з армій і рас. Містять розділи з колекціонування, вибору і фарбування мініатюр. Основні правила, загальні для всіх випадків, розповсюджуються безкоштовно на вебсайті Games Workshop.
Кодекси — містять описи ігрових рас і відповідних юнітів (характеристики, вартість, озброєння). Положення Кодексів переважають над Книгами правил, і у випадку спірної ситуації, слід дотримуватися правил Кодексу. Кодекси деяких армій мають доповнення, які розширюють історію і правила окремих підрядних організацій. Особливо популярні організації отримують власні кодекси. Частина доповнень поширюються виключно в електронному варіанті. Слід пам'ятати, що видання Кодексів відповідають виданню Книг правил. Також в межах одного видання кодекс може бути переглянуто і перевидано.
Складаються з розділів:
- Бек — інформація про расу, фракцію і її місце у всесвіті. Включає в себе ілюстрації, короткі новели і копії вигаданих документів.
- Бестіарій — опис одиниць, персонажів і транспортних засобів, які можуть використовуватися в бою. Включає їх характерні особливості, інформацію про озброєння та обмеження щодо їх використання, а також довідкову інформацію про бойові одиниці. Також описується обладнання, артефакти, які армія може використовувати.
- Хобі-розділ — інформація про колекціонування, збір та розмальовування армій.
- Таблиця армій — детальний опис військ, кількість очок, які вони займають, спорядження, спеціальні правила та опції (заміна зброї, артефакти тощо).

Кампанії — містять сценарії для ігор і розвивають загальну історію всесвіту Warhammer 40,000. Можуть надавати особливі правила чи тимчасові їх зміни.
«White Dwarf» — щотижневий журнал Games Workshop, виходить з 1977 року. Крім Warhammer 40,000, «White Dwarf» зосереджений на Warhammer Fantasy Battle і варгеймі The Lord of the Ring SBG. В кожному номері журналу наявний розділ «Chapter Approved», в якому можна знайти або статтю з історії всесвіту Warhammer 40,000, або розповідь про якого-небудь героя, або особливо видатний загін, чи опис битви зі сценарієм, що дозволяє переграти її самостійно.
«Imperial Armour» — журнали, в яких міститься детальна інформація щодо різних військових кампаній з описом учасників конфлікту, правил на війська учасників, профілі командирів і героїв. «Imperial Armor» надає правила для особливих юнітів, моделі яких випускаються дочірньою компанією Forge World. Видавництвом книг серії «Imperial Armour» займається сама Forge World.
«Horus Heresy» — серія книг від Forge World, які містять ігрові правила і бек для ігрової системи Age of Darkness (Warhammer 30000 або просто Єресь Хоруса (Гора) . У чотирьох книгах описується хід масштабної громадянської війни — Єресі Гора, коли частина легіонів Космодесанту на чолі з Гором зрадили Імператора і підняли проти нього заколот. Ігрова система Age of Darkness базується на стандартних правилах для Warhammer 40,000, хоча і має деякі особливості.

## Армії

### Чинні

Мініатюри Астра Мілітарум

Імперіум — держава людства, що займає більшість галактики і формально очолюється її засновником — Богом-Імператором.
- А́стра Міліта́рум[7] (раніше Імперська Гвардія (англ. Imperial Guard)) — основна військова організація Імперіуму людства. Її складають звичайні люди, які поклоняються Богу-Імператору, та деякі мутанти, визнані корисними (огріни, ратлінги). Точна кількість військ Астра Мілітарум невідома, вони розділені на мільйони полків, що несуть службу по всій галактиці. В цій армії панує жорстка дисципліна, а командування сумнозвісне відправлянням військ на вірну смерть у будь-яких кількостях заради перемоги. Деякі полки мають особливості озброєння і тактики, згідно свого походження або специфічних завдань.
- Аде́птус Меха́нікус (англ. Adeptus Mechanicus) — організація, що володіє монополією на технологічні знання в Імперіумі. Її представники часто кіборгізують себе, відповідно до своєї релігії, заснованої на вірі в Омніссію — бога машин. Адептус Механікус займаються створенням нових технологій і відшукуванням втрачених. Всередині організації є військові підрозділи, як Легіо Кібернетика чи Скитарії. У 2015 році стали доступні як окрема сторона конфліктів[8][9].
- Аде́птус Аста́ртес (англ. Adeptus Astartes, Space Marines, Космодеса́нт) — елітні бійці Імперіуму, організація яких подібна до середньовічних лицарських орденів. Багато орденів мають власні тактики, традиції, специфічну зброю і відповідно правила гри ними. Через жорсткий відбір, підготовку та виховання, Космодесант фізично, розумово і духовно перевершує звичайних людей. Відповідно йому доступні найкращі обладнання, зброя, обладунки та певна автономія, включаючи володіння планетами. Адептус Астартес мають в собі гени Бога-Імператора, через це багатьма сприймаються як вищі істоти, янголи Імператора. Ордени виконують найнебезпечніші завдання, з якими не можуть впоратися інші організації, однак деякі з них конфліктують між собою. Космодесантники можуть бути знищені іншими організаціями і орденами за наказом вищого керівництва, якщо їхня діяльність визнається небезпечною для Імперіуму і/або єретичною. З восьмого видання правил впроваджено нове покоління Космодесантників, посилені та наділені новітніми технологіями Адептус Астартес Примаріс, які існують поряд зі звичайним. Найвідоміші ордени і внутрішні організації мають власні кодекси для гри з унікальними правилами (Варта смерті, Космічні вовки, Темні янголи, Криваві янголи).
  - Сі́рі Ли́царі (англ. Grey Knights) — Космодесантники, які формально є Адептус Астартес, але підпорядковуються Інквізиції, утворюючи Орден 666. Сірі Лицарі перевершують звичайних Космодесантників і спеціалізуються на боротьбі з Демонами Хаосу, маючи особливі повноваження, недоступні звичайним Адептус Астартес. Ця організація настільки секретна, що вважається легендарною навіть серед звичайних орденів. Сірі Лицарі володіють винятково потужними і рідкісними технологіями, а їхні бійці мають славу абсолютно непідвладних впливу Хаосу.
- Аде́птус Кусто́дес (англ. Adeptus Custodes) — особиста охорона Бога-Імператора, яка захищає його палац. Проте через поширення виняткових загроз у 41-у та 42-у тисячолітті виконують завдання по всій галактиці, а особливо в Сонячній системі. Володіють найкращими зразками зброї Адептус Астартес і унікальними власними, які вважаються реліквіями. Отримали власний кодекс у березні 2017.
- Імперські агенти (англ. Imperial Agents), раніше Інквізиція — включають Інквізицію — організацію, яка виступає як таємна поліція Імперіуму, вистежуючи загрози для людства, та військових священиків, пілотів, спецагентів і таке інше. Інквізитори, котрі самі є сильними воїнами, володіють свитою і елітарними підрозділами, такими як Імператорські асасини. Всередині Інквізиції існує кілька течій, від ортодоксальних до радикальних, які мають різні погляди на засоби досягнення своїх цілей.
- Аде́пта Сорорі́тас (англ. Adepta Sororitas) або Сестри битви (англ. Sisters of Battle) — армія воїнів-монахинь, котрі служать церкві Імперіуму, Еклезіархії. Утворені в обхід указу, що церква не може мати «озброєних мужів». Адепта Сорорітас часто співпрацюють з Інквізицією. Вони поділені на ордени, відповідно до завдань, і тільки так звані ордени-мілітанти займаються безпосередньо військовою справою, маючи різну геральдику і назви для їх розрізнення. З 2019—2020 року активно доповнюються новими правилами та юнітами.
- Сестри тиші (англ. Sisters of Silence) — друга жіноча військова організація, створена спеціально для боротьби проти псайкерів. Завдяки особливому рідкісному гену не мають відображення у Варпі і невразливі до його впливів. Навіть проста присутність Сестер тиші здатна вбити псайкера, а звичайну людину нажахати. Використовують обмежений арсенал Адептус Астартес. Отримали власний кодекс у березні 2017.
- Офі́ціо Асасино́рум (англ. Officio Assassinorum) — державні вбивці та шпигуни, призначені для знищення ключових осіб ворога, розвідки і здійснення диверсій. Зазвичай діють поодинці, покладаючись на прихованість і підступність.
- Імперські Лицарі (англ. Imperial Knights) — організація воїнів з феодальних світів, які пілотують крокуючих бойових роботів — власне Лицарів. Поділяються на доми з унікальними традиціями, особливостями озброєння і геральдикою. Введені як нова армія у 2015 році.

Ха́ос (англ. Chaos) — сили, пов'язані з Варпом, що згубно діють на матеріальний світ і психіку розумних істот. Деякі угрупування мають власні кодекси для гри (Тисяча синів, Гвардія смерті, Демони Корна).
- Космодеса́нтники Ха́осу (англ. Chaos Space Marines) — Космодесантники, які зрадили Бога-Імператора та стали поклонятися Богам Хаосу для досягнення своїх спільних або особистих цілей. До них входять вцілілі у Єресі Гора зрадники з числа Адептус Астартес, але також і зрадники та відступники пізніших часів, прислуговують культисти і дезертири. Фактично не є цілісною організацією, поділяються на легіони і банди, маючи власні символіку, оснащення, тактики і спеціалізації. Їхня мораль спотворена і передбачає досягнення могутності через виконання кривавих і богохульних ритуалів, служіння та прославляння Хаосу вбивствами і оскверненням святого для Імперіуму. Вплив сил Хаосу викликає божевілля, разом з тим наділяючи вірних йому Космодесантників могутністю. Основним місцем перебування Космодесанту Хаосу є планети в місці перетину матеріального світу з Варпом — Оці Жаху, де фізичні закони порушуються, роблячи можливим зміну плину часу та демонічні мутації.
- Де́мони Ха́осу (англ. Chaos Daemons) — істоти, що мешкають в Варпі та можуть виступати як окрема сторона конфліктів. Є відображеннями думок та емоцій жителів матеріального світу, які в більшості відповідають Богам Хаосу, що втілюють найсильніші аспекти свідомості жителів галактики, зокрема людей. Боги Хаосу представлені Ко́рном (Кхороном в іншому варіанті, бог війни, ненависті та військової звитяги), Ну́рглом (бог смерті, хвороб й відчаю), Цзі́нчем (бог обману, магії та різких змін) і Слаане́ш (бог насолод, надмірності та гедонізму).
- Лицарі-відступники (англ. Renegade Knights або Chaos Knights) — зрадники з Імперських лицарів, які перейшли на службу Хаосу.

Ксе́носи — всі нелюдські цивілізації та істоти, визнані небезпечними для людства.
- О́рки (англ. Orks) — зеленошкірі гуманоїди-варвари, які по суті є високоорганізованими грибами. Швидко розмножуються спорами і живуть для війни як такої, часто безцільної. Їхньою яскравою особливістю окрім того є вроджене знання технологій і вміння збирати потрібні пристрої буквально з будь-чого, що трапиться під руку. Крім власне орків, гуманоїдів, існують споріднені їм істоти, об'єднані назвою оркóїди, які використовуються в побуті й війні. Вірою цих істот у Варпі породжені два божества, Горк і Морк, які є їхніми покровителями. Орки поділяються на клани, які можуть як ворогувати між собою, так і об'єднуватися в походи для масштабних війн.
- Е́льдари (Аельдарі) (англ. Eldar) — дуже давня вимираюча раса, технології якої набагато випереджують імперські. Ельдари зовні подібні на людей, але відрізняються витонченістю, довголіттям і розумовими здібностями. Їм доступний ширший спектр відчуттів і надзвичайна швидкість як руху, так і мислення. Після падіння єдиної цивілізації ельдарів, спричиненого їхнім прагненням до насолод, що породило у Варпі бога Слаанеш, невелика їх кількість врятувалася на величезних космічних кораблях, Штучних Світах. В більшості ельдари поділяються за належністю до цих кораблів, проте є і відокремлені общини. Народження Слаанеш вбило більшість ельдарських богів. Вціліли тільки Кхейн (бог війни), Іша (богиня родючості, ув'язнена Нурглом) і Цегорах (бог-трикстер).
- Те́мні ельдари (Друкхарі) (англ. Dark Eldar) — ельдари, гедонізм яких призвів до появи четвертого бога хаосу — Слаанеш. Вони, на відміну від своїх побратимів, так і не покинули збочених розваг, але повинні захищатися від Слаанеш за допомогою психічної енергії, яку отримують під час катувань самих себе й полонених. Темні ельдари живуть у величезному місті Каммора, схованому в Павутині — мережі міжпросторових тунелів, створеній своїми предками, звідки здійснюють набіги на всю галактику. Вони цінують егоїзм та підступність і поділяються на аристократичні доми кабали, які конкурують між собою за владу. Лідером цивілізації є Асдрубаель Вект, котрий пережив падіння елдарів і завдяки своєму розуму й підступності утримує владу понад 10000 років.
  - Арлекі́ни (англ. Harlequins) — група ельдарів, які поєднують бойове мистецтво з театральним і поклоняються богу Цегораху. Як і свій бог, Арлекіни непередбачувані, борються проти сил Хаосу, супроводжуючи бої-вистави смертельним чорним гумором. Як вважається, їхні душі не може забрати Слаанеш, тому Арлекіни шануються як серед Світлих елдарів, так і Темних.
  - Іннарі (англ. Ynnari) — група з ельдарів, темних еладрів та елдарських піратів, які прагнуть пробудити нового бога Іннеада — бога смерті, і з його допомогою перемогти Слаанеш. Володіють здатністю поглинати вміння і знання померлих, завдяки чому швидко набувають силу. Виокремилися в останні роки 41-го тисячоліття і не мають окремого кодексу.
- Некро́ни (англ. Necron) — армія скелетоподібних роботів, нащадки однієї найдревнішої з відомих рас — некронтир. Свого часу істоти к'тани наділили їх могутністю, замінивши органічні тіла на механічні, але позбавили душ. У війні з к'танами некрони перемогли, проте сильно постраждали і не могли встояти проти молодих елдарів. Головна їхня ціль — відродити свою цивілізацію після сну тривалістю в 60 млн років і повернути собі органічні тіла та душі. Суспільство поділяється на династії, які мають різні традиції та, через давність, різні технічні можливості й типові поломки програм[10].
- Імперія Тау (англ. Tau Empire) — невелика імперія[11] (25 систем) молодої гуманоїдної раси, яка пропагує ідею «Вищого Блага», за якою різні розумні види можуть досягти процвітання під керівництвом виду тау. Ця цивілізація виникла вже в часи існування Імперіуму та стрімко винаходить все нові технології. Знаходиться в союзі зі ще декількома розумними видами, для яких виділяє завдання як війни чи будівництво, а суспільство самих тау поділене на касти, відповідно до занять. Тау зневажають ближній бій, віддаючи перевагу стрілецькій зброї. Планетні системи (септи) тау мають культурні відмінності та власну геральдику.
- Тирані́ди (англ. Tyranids) — раса, керована колективним Вищим розумом, яка цілком складається з живих істот (включаючи зброю і космічні кораблі). Фактично всі тираніди складають одну істоту, а центру у Вищого розуму немає, однак є наділені різним інтелектом організми, які передають його волю. Вони пожирають планету за планетою, використовуючи її біосферу для вирощування нових істот. Прибули з-за меж Чумацького Шляху, імовірно, після того як знищили все живе в сусідніх галактиках. Тираніди швидко пристосовуються до нових умов і можуть поглинати гени інших істот для вдосконалення і вирощення нових організмів. У ході подорожі тираніди зазнали невеликих мутацій, поділившись на флоти і «щупальця».
  - Секти Генокрадів (англ. Genestealers Cults) — авангард вторгнення тиранідів у галактику, що здебільшого таємно діє на планетах, підточуючи їхню обороноздатність. Генокради змішуються з місцевим населенням, поступово вирощуючи гібридів, які займають керівні посади, здійснюють диверсії. Вони організовують секти, метою яких є привести флоти тиранідів на планету й забезпечити її вразливість.

### Колишні
- Сквати (англ. Squats) — аналог фентезійних дворфів чи гномів, які населяють планети навколо ядра галактики. Низькорослі істоти, котрі походили від людей і утворили власну цивілізацію. Через низькі продажі мініатюр були видалені з правил в 3-му виданні, що зі сторони беку пояснювалося майже повним знищенням скватів тиранідами. В 2022 році повернені під час кампанії «Психічне Пробудження». Зі скватами ототожнено деміургів — союзників Імперії Тау.
- Мисливці на демонів (англ. Daemonhunters) — замінені Сірими Лицарями Космодесанту в 5-му виданні правил. Сірі Лицарі зараховуються до Космодесанту, проте підкорюються безпосередньо Інквізиції.
- Мисливці на відьом (англ. Witch Hunters) — замінені на Сестер битви в 5-му виданні правил.

## Історія створення

### Попередні ідеї
Початкові ідеї всесвіту Warhammer 40,000 були придумані 1982-го року співробітниками британської компанії Games Workshop: Річардом Галлівелом (Richard Halliwell), Браяном Анселлом (Bryan Ansell) і Ріком Прістлі (Rick Priestley). Warhammer 40,000 передували науково-фантастичні настільні ігри Laserburn (1980) та Imperial Commander (1981). Правила до них було написано Браяном Анселлом і Річардом Галлівелом, а художня складова стала поштовхом до створення Warhammer 40,000. Так, у Laserburn фігурували держава Імперіум та її Інквізиція, силові обладунки і машини дредноути. Всесвіт гри описував майбутнє, де розселене всесвітом людство скотилося у варварство. В Imperial Commander описувалися битви між Імперіумом і фанатичною організацією «Червона спокута».
В середині 1980-х Games Workshop вже була відома своїм настільним варгеймом у жанрі фентезі Warhammer Fantasy Battle (1983) і готувалася створити науково-фантастичний варгейм. Для цього було вирішено запозичити ідеї з Fantasy Battle та раніших науково-фантастичних ігор. Warhammer 40,000 отримала, окрім частини назви, велику кількість концепцій Fantasy Battle: раси (перероблені відповідно до науково-фантастичного антуражу), істоти та боги Хаосу, поєднання високих технологій та середньовічної естетики, і в значній мірі бойову механіку. Так ельфи стали елдарами, а орки — космічними орками. Від Laserburn з Imperial Commander було взято низку назв військ і зброї, їхні примітні риси.
Дизайном мініатюр займався Рік Прістлі, він значною мірою визначив образи цивілізацій та організацій Warhammer 40,000. Вагомий вплив на формування образів мала творчість Джона Толкіна, Френка Герберта, Говарда Лавкрафта. Тема вічного конфлікту космічної імперії людства з демонічними силами Хаосу походила від «Втраченого Раю» Джона Мільтона, де описувалися епічні битви слуг Сатани з ангелами Бога. Оригінальна ідея Хаосу, для Fantasy Battle, належала Браянові Анселлу і була заснована на творах Майкла Муркока. Рік Прістлі розвинув її, зробивши Хаос більш буквальним і знеособленим, подібним до первісного Хаосу з міфів. Імперіум задумувався як середньовічна держава, розширена до масштабів галактики і наділена науково-фантастичним антуражем.

### Випуск і розвиток
Власне Warhammer 40,000 з'явилася, коли дизайнер Рік Прістлі створив оригінальний набір правил на основі актуальної на той момент другої редакції правил Warhammer Fantasy Battle. Перша редакція нової гри, Warhammer 40,000: Вільний Торговець (англ. Rogue Trader), була опублікована в 1987 році. Вона являла собою книгу правил, орієнтовану переважно на відігрування невеликих сутичок. Згодом додаткові матеріали, такі як правила на нові підрозділи і моделі, публікувалися в журналі «White Dwarf». З часом журнал «White Dwarf» став видавати більш об'ємні «листи армій», за допомогою яких можна було створювати великі за розміром і більш організовані армії, ніж в оригінальній книзі правил.
У 1993 році вийшло друге видання правил, орієнтоване на залучення до ігор молодшої аудиторії, що мало набори мініатюр і книги з правилами та художнім описом всесвіту, наявність які пізніше стала стандартом. З часом вийшли третє (1998), четверте (2004), п'яте (2008), шосте (2012), сьоме (2014) і восьме (2017). Warhammer 40,000 стала одним з небагатьох варгеймів, які успішно адаптувалися під відеоігри. Перша з них, Space Crusade, вийшла ще у 1992 році.
Рік Прістлі пізніше говорив, що успіх Warhammer 40,000 визначили два компонента: по-перше, величезні масштаби і тому нескінченний потенціал, а по-друге, внесення окультних елементів до науково-фантастичного всесвіту.

#### Видання правил
Вільний Торговець (1987)

Логотип 1998—2020

Перше видання гри Warhammer 40,000 під назвою Rogue Trader було опубліковано в 1987 році. Геймдизайнер Рік Прістлі створив оригінальний набір правил на основі другого видання правил Warhammer Fantasy Battle для ігрового всесвіту Warhammer 40,000. Ігровий процес спочатку був орієнтований на рольову складову, а не на строгий варгейм. Ця версія видання докладно пояснювала правила гри, та була спрямована на невеликі битви. Більша частина складу армії гравця визначалася випадковим чином, шляхом кидання гральної кості. Деякі елементи сетингу можна було побачити в правилах гри Laserburn (виробництва нині не існуючої компанії Tabletop Games), які були придумані Браяном Анселлом. Потім ці правила були розширені Анселлом і Річардом Галлівелом, хоча вони і не вважаються прямими попередниками Rogue Trader.
У 2009 році Fantasy Flight Games було випущено повністю рольову гру під назвою Rogue Trader.
Друге видання (1993)
Друге видання правил Warhammer 40,000 було опубліковано наприкінці 1993 року, в ньому Games Workshop врахували деякі прохання фанатів. Його було створено під керівництвом Енді Чамберса. Друге видання вийшло в коробковому виданні, до складу якого входили фігурки Космодесантників і орків, декорації, гральні кості, а також основні правила. Пізніше був випущений додатковий набір, який отримав назву «Темне Тисячоліття» (англ. Dark Millennium), основними нововведеннями якого були правила використання психічних атак і підвищена увага до «спеціальних характеристик», які відкривають доступ до нових обладнання та здібностей, крім тих, які були дані в оригіналі.
Третє видання (1998)
Третє видання гри було випущено в 1998 році, і, як і друге, концентрувалося на поліпшенні правил для великих боїв. Це видання було набагато простішим в освоєнні, оскільки менш докладно розглядало характеристики здібностей. Книга правил була доступна як в одиночному, так і коробковому виданні, до складу якого входили фігурки Космічних десантників і абсолютно нова фракція Темних елдарів. Також була прийнята система «кодексів» для кожної фракції, які більш докладно описували характеристики юнітів, історію фракції.
До третього видання пізніше було видано чотири нових кодекси: для двох армій ксеносів (іншопланетян), некронів і тау, і для двох армій інквізиції — Ордо Маллеус (Мисливці на демонів) і Ордо Єретикус (Мисливці на відьом). Елементи останніх двох армій раніше з'являлися в додаткових матеріалах (таких як «Царство Хаосу» і «Кодекс: Сестри битви»). Расу тау, раніше присутню лише в художніх текстах, вирішили випустити як грабельну через зростання інтересу до неї в США.
Четверте видання (2004)
Четверте видання Warhammer 40,000 вийшло в 2004 році. Це видання не зазнало стільки серйозних змін як попередні видання і мало зворотню сумісність з третім виданням кодексу кожної армії. Четверте видання було випущено в трьох формах: першою була версія в твердій палітурці, з додатковою інформацією та ілюстраціями по всесвіту Warhammer 40,000. Другим — бокс-сет, який називається «Битва за Макрагг», куди увійшли компактна версія правил в м'якій палітурці, декорації, дайси, шаблони і мініатюри Космічних десантників і тиранідів. Третім було обмежене колекційне видання. «Битва за Макрагг» була орієнтована в першу чергу на початківців. Битва за Макрагг засновувалася на вторгненні тиранідів на рідну планету ордену Ультрамаринів, Макрагг. Розширення до гри під назвою «The Battle Rages On!» надавало нові сценарії та підрозділи, такі як Воїн тиранідів.
П'яте видання (2008)

Книга правил 5-ї редакції

П'яте видання Warhammer 40,000 було випущене 12 липня 2008 року. Незважаючи на деякі відмінності між четвертим і п'ятим виданнями, загальні правила були подібні. Заміною для попереднього видання «Битва за Макрагг» став стартовий набір «Штурм Чорної Межі» (англ. Assault on Black Reach), який включав кишеньковий збірник правил (містив повний набір правил, але опускав розділи беку і хобі з повнорозмірної книги правил), стартові набори орків і Космодесанту. Кожна армія містила лідера на вибір або Воєначальника орків, або Капітана Космодесанту.
Основні зміни правил включали доповнення до правил бігу, вдосконалення вибухів і шаблонів зброї, і досконаліше використання будівель та інших укриттів. Також були включені правила для тарану технікою. Ще одною важливою зміною стало введення «істинної» прямої видимості — щоб загін був помічений, принаймні одна модель в загоні має бути видимою атакуючим юнітом, незалежно від укриття.
Щодо беку, 5-те видання перейшло до більш докладного опису кожної раси. Воно містило детальний опис Імперіуму, в тому числі таблицю подій останніх 250 років 41-го тисячоліття.
Крім того, 5-те видання повернуло багато бойових одиниць, раніше вирізаних з попередніх редакцій через об'ємні правила. Протягом декількох років було випущено ряд доповнень, в тому числі з деяких інших ігор в тому ж сетингу.
Шосте видання (2012)
Шосте видання вийшло 23 червня 2012 року. Зміни в ньому включають систему карт Психічних Сил, аналогічну Warhammer Fantasy Battle, а також повні правила для літальних апаратів, монстрів і переробку ушкоджень транспортних засобів. Воно також включає розширені правила взаємодії з оточенням і динамічніший ближній бій. На додаток до оновлення чинних правил і додавання нових, 6-те видання представило кілька інших великих змін: систему Альянсів, в якій гравці можуть перенести бойові одиниці від інших військ у свої, з різним рівнем довіри; врахування фортифікацій як частини військових сил. Заміною «Штурму Чорної Межі» став бокс-сет «Темна Помста» (англ. Dark Vengeance), до складу якого входять фігурки Темних Янголів і Космодесанту Хаосу. Деякі ранні набори «Темної Помсти» містили обмежений тираж Капелана Темних Янголів.
Сьоме видання (2014)
Сьоме видання було доступне для попереднього замовлення з 17 травня 2014 року. Реліз відбувся 24 травня 2014. Видання доступне у стандартній версії, коробковій версії «Munitorum Edition», як електронна книга та в інтерактивній iPad-версії. Стандартне видання, на відміну від попередніх, складається одразу з трьох книг: «A Galaxy of War», «Dark Millennium» та «The Rules». «Munitorum Edition» містить книги в твердій палітурці («A Galaxy of War», «Dark Millennium», «The Rules» (формату A5) і «Visions of the Dark Millenium»), карти завдань та психічних сил, мапу і спеціальні медалі. Стартовим набором продовжила бути «Темна помста».
Видання пропонувало більш вільні правила щодо формування армій, зокрема використовувати будь-які моделі та укладати союзи між фракціями, згідно вказаних умов. Було перероблено правила перехоплення військ, дозволено ширше використання надпотужних військ. Задіяння психічних сил і чаклування винеслося в окрему фазу. Виконання тактичних завдань стало гнучким шляхом до набору очок перемоги.
Протягом наступних років це видання розширювалося доповненнями, сюжетними кампаніями, і зміцнювалися зв'язки з іншими іграми за всесвітом Warhammer 40,000.
Восьме видання (2017)
Анонсоване в квітні 2017 року і присвячене  30-й річниці Warhammer 40,000. Було доступне для попереднього замовлення з 3 червня і вийшло 17 червня. Надає три стилі гри: відкрита гра (вільний вибір мініатюр для кожного гравця задля простого цікавого проведення часу), оповідна гра (відтворення за сценаріями визначальних битв всесвіту) і змагальна гра (за початково рівними умовами, де визначальними є майстерність гравців). Містить нові елементи ігрового процесу, яку надають одночасно простоти для новачків і глибини для досвідчених гравців. На відміну від Warhammer Fantasy Battle, не стало останнім і історія всесвіту не буде завершена на ньому. Разом з тим у восьмому виданні галактика зазнала великих змін в астрографії. Після падіння планети Кадія Імперіум розмежували варп-шторми і найбільший виник у центрі галактики, розділивши Імперіум. Кампанії видання здебільшого обертаються навколо Нестримного Хрестового походу Імперіуму проти сил зла і для возз'єднання держави, розділеної повсюдними варп-штормами. Базовим набором став «Темний Імперіум» (англ. Dark Imperium), що включає мініатюри Адептус Астартес Примаріс і Гвардії Смерті. Всі наявні армії в цьому виданні було офіційно розділено на три сили: Імперіум, Хаос і Ксеноси.
Дев'яте видання (2020)
Дев'яте видання було анонсовано 23 травня 2020 року. Тоді ж відбувся запуск нового вебсайту франшизи, а сама франшиза отримала новий логотип. Станом на 2022 рік видано низку нових кодексів та сюжетні каманії «Кхародон Акт 1: Книга Іржі» й «Кхарадон Акт 2: Книга Вогню».

### Алюзії та посилання Warhammer 40,000
Сам Всесвіт Warhammer 40,000 має численні паралелі зі всесвітом «Дюни» Френка Герберта, як особа Бога-Імператора, люди зі здібностями до навігації в космосі, страх перед новими технологіями, та численні інші.
Імперіум
В Імперіумі прослідковуються готичні мотиви: архітектура, космічні кораблі у формі соборів, статуї святих, релігійний фанатизм. Значне місце приділене антуражу Першої світової війни: масовані піхотні атаки, військова техніка, відчуття нікчемності людського життя. Також є численні елементи кіберпанку: високі технології поряд з рабським становищем простих жителів, тотальна корупція, вуличні банди, кіборги та мутанти. Багато місць, зокрема багатокілометрові міста-вулики придумувалися під натхненням від антиутопічних фільмів, як «Суддя Дредд» і коміксу «2000AD».
З-поміж сил Імперіуму вирізняється Космодесант — братства генетично модифікованих солдатів, але їх організація нагадує радше організацію середньовічних релігійно-військових орденів з численними посиланнями на світову історію.
- Темні Янголи: примарх Ліон Ель'Джонсон названий на честь поета Ліонеля Джонсона, який, серед іншого, написав поему «Темний ангел». Його найліпший друг, а згодом зрадник — Лютер — названий на честь Мартіна Лютера. Планета-батьківщина Темних Ангелів — Калібан — названа на честь персонажа шекспірівської «Бурі». Більшість Темних Ангелів носять біблійні імена, здебільшого імена християнських демонів (наприклад, Люцифер чи Беліал), тобто імена біблійних темних ангелів. Щоправда, іменами демонів вони не обмежуються: так існує Верховний Гранд-Майстер Азраїл (за біблійними текстами — ангел смерті) чи головний Лібрарій Єзекіля (пророк).

- Білі Шрами: Яґатай (іноді Джаґатай) Хан (головний титул в Монгольскій імперії), примарх Білих Шрамів, як і весь орден, має багато спільного з середньовічними монголами.

- Космічні Вовки: примарх — Леман Русс традиційно зображується рудим, при цьому лат. russus значить «рудий». Планета Фенріс, батьківщина Космічних Вовків, названа на честь гігантського міфічного вовка Фенріса (або Фенріра), який, за уявленнями вікінгів, гратиме не останню роль у Рагнароці — кінці світу. Побут жителів цієї планети копіює побут скандинавів раннього Середньовіччя. Резиденція Космічних Вовків — захмарна фортеця Ікло — нагадує Валгаллу, куди, за уявленнями все тих же вікінгів, потрапляють загиблі воїни. Останні слова Лемана Русса: «В кінці я буду там. Для останньої битви. Для часу Вовка.» — часами вовків алегорично називали Рагнарок. Один з найславетніших героїв цього ордену на ім'я Рагнар названий, знову-ж таки, на честь кінця світу давніх скандинавів.

- Криваві Ангели: ім'я Примарха — Санґвіній, утворене від лат. sanguis — «кров». Його образ як ангела з білими крилами, запозичений з християнської міфології. Лорд Данте названий на честь італійського поета Данте Аліг'єрі.

- Залізні Руки: ім'я Примарха — Ферус Манус, лат. ferrus manus — «залізна рука».

- Ультрамарини: ім'я Примарха — Робаут Жиліман, імовірно, утворене від лат. robustus — «міцний». Назву ордену Ультрамаринів можна трактувати по-різному, буквально, як Ультрадесант (Ultra marines) або від природного пігменту синього кольору, ультрамарину, який є кольором обладунків бійців ордену.

- Саламандри: саламандрами у античні часи і у Середньовіччі називали ящірок, що нібито живуть у полум'ї, елементалів вогню. Космодесантники ордену Саламандр віддають перевагу вогневій зброї — вогнеметам і мелтаганам. Ім'я Примарха — Вулкан, запозичене з античної міфології, за уявленнями давніх римлян Вулкан був богом вогню та ковальства, так само Вулкан-примарх був вправним ковалем.

- Гвардія Ворона: ім'я Примарха — Коракс, лат. corax — «ворон».

- Чорні Храмівники: названі на честь лицарського ордену Тамплієрів (тобто храмівників), у яких запозичено геральдичні елементи. Кольорова схема Чорних Храмовників — чорне та біле — слугує згадкою про інший духовно-лицарський орден — Тевтонців. Звання Чорних Храмовників (маршал, кастелян), назви їх структурних підрозділів (хрестові походи), а також численні обряди клятв Імператорові людства і назва їх флагмана («Вічний Хрестоносець») підсилюють схожість із середньовічними хрестоносцями. Перший Верховний Маршал Чорних Храмовників — Сіґізмунд, за історію людства так звали багатьох правителів, найвідоміший серед яких — імператор Священної Римської Імперії у 1410–1433 роках.{{{footer}}}

Хаос
Концепція Хаосу і його символіка створена Майклом Муркоком (початково для Warhammer Fantasy Battle). Образи його демонів, культів та атрибутики почасти натхненні творчістю Говарда Лавкрафта. Четверо Богів Хаосу з'явилися початково у Fantasy Battle в книгах «Realm of Chaos» (1988,1990). В цих же книгах містилася історія про так зване «Зоряне дитя» (Star Child) — відображення Імператора людства у Варпі, яке протистоїть Богам Хаосу як ще один бог, і цю таємницю оберігають Ілюмінати, що відсилає до реальних ілюмінатів. Концепцію було описано як єретичне вчення в третьому виданні правил Warhammer 40,000.
Ксеноси
Ксеносами називаються нелюдські розумні чи особливо небезпечні форми життя. Назва походить від грец. ξένος — чужий. Образи елдарів, як і назва, були взяті Річардом Галлівелом, Браяном Анселлом і Ріком Прістлі з творчості Джона Толкіна. На створення тиранідів авторів надихнув фільм «Чужий» і роботи Ганса Рудольфа Гігера. Прообразом некронів послугував термінатор з однойменних фільмів.

## Пов'язана продукція

### Настільні ігри
Окрім оригінальної Warhammer 40,000 за всесвітом гри було створено велику кількість побічних настільних ігор. Багато з них більше не підтримуються, як космічні бої Space Fleet (1991), бої загону Космодесанту Lost Patrol (2000) або перегони Gorkamorka (1997). Найвідомішими із побічних ігор є Space Hulk (видається з 1989) та Epic 40,000 (з 1997). В рамках деяких із них, як і оригінальної гри, випускалися різні видання.
Space Hulk розігрує бої Термінаторів Космодесанту проти космічних чудовиськ генокрадів. Вона має особливі правила для керування окремим загоном і його членами та відбувається на спеціальному полі, яке показує коридори космічного корабля. Necromunda, видана в 1995, присвячена війнам банд міст-вуликів Імперіуму.
Epic 40.000 від Specialist Games дозволяє відтворювати більш масштабні бої, має спрощені правила, але в той же час дозволяє виставляти на стіл надвеликі бойові одиниці, як Титани чи Ординатуси. Для неї існують спеціальні 6-міліметрові мініатюри, оскільки зі звичайними 28-міліметровими гра стає надто громіздкою. Для ще більших масштабів, де відтворюються космічні бої (і відповідно більші бойові одиниці), існувала Battlefleet Gothic. Epic 40.000 отримала 4 видання з похідними іграми, як Space Marine, Armies of the Imperium, Titan Legions та іншими. Ще однією похідною стала Aeronautica Imperialis 2006 року, де боротьба відбувається у повітрі на літаках різних фракцій.
З 2001 видається Inquisitor з особливими мініатюрами заввишки близько 5 см і правилами й сюжетами, орієнтованими на більш детективні історії, ніж великі сутички. До неї подібна Warhammer 40,000 Roleplay, рольова гра 2008 року. В ній гравці розслідують злочини, розгадують інтриги і борються з ворогами групою персонажів. Має кілька версій, залежно від складу групи: Dark Heresy (аколіти Інквізиції), Rogue Trader (вільні торговці), Deathwatch (Космодесант), Black Crusade (слуги Хаосу) і Only War (Астра Мілітарум).
З 2013 року видається Kill Team, що використовує моделі та дещо змінені правила оригінальної Warhammer 40,000, дозволяючи керувати меншими арміями. Ця гра передбачає використання поодиноких бійців замість загонів у невеликих швидких сутичках.
Гра Assassinorum: Execution Force 2015 року відтворює боротьбу спецагентів, імперських асасинів, проти культу Хаосу. В ній використовуються унікальні мініатюри, картки, фішки та ігрове поле. Розрахована на відігрування потайливої боротьби і використання високотехнологічних пристроїв асасинів, замість лобового зіткнення протиборчих сил.
У 2016 році вийшла Deathwatch Overkill, присвячена боротьбі організації Варта Смерті з культом генокрадів на віддаленому планетоїді. Вона є тактичною грою з унікальними мініатюрами, яка передбачає різні сценарії на спеціальних заздалегідь роздрукованих полях.

### Карткові ігри
Попередниками карткових ігор Warhammer 40,000 були так звані бойові карти, що випускалися для настільних ігор Games Workshop і дозволяли урізноманітнити ігровий процес. Такими були Charge! (1989) і Citadel Combat Cards (1992).
Першою повноцінною картковою грою стала колекційна Warhammer 40,000 CCG (2001), згодом вийшли Warhammer 40,000: Horus Heresy (2003) і Warhammer 40,000: Dark Millenium (2005). 2010 року вийшла Space Hulk: Death Angel — The Card Game, що вимагала спеціального поля і фішок з гральними кубиками, заснована на Space Hulk. У 2014 році список карткових ігор поповнився Warhammer 40,000: Conquest.

### Відеоігри
Значною мірою популяризації всесвіту Warhammer 40,000 посприяли відеоігри. Першою була покрокова стратегія Space Crusade за однойменною побічною настільною грою, що вийшла 1992 року для низки тодішніх комп'ютерів. Наступною стала тактичний шутер Space Hulk 1993 року для DOS і Amiga, створена за зразком настільної Space Hulk, і її продовження Space Hulk: Vengeance of the Blood Angels.
В 1997 році вийшла покрокова стратегія Final Liberation: Warhammer Epic 40000 за Epic 40,000, яка використовувала відео з живими акторами. Першою грою за оригінальною Warhammer 40,000 стала покрокова Warhammer 40,000: Chaos Gate, випущена в 1998 році.
Проте всі ці ігри були більшою мірою орієнтовані на гравців у настільні ігри, тому не мали значної популярності. Наступні покрокова Warhammer 40,000: Rites of War і шутер Fire Warrior не здобули популярності навіть у фанатів всесвіту.
У 2004 вийшла стратегія в реальному часі Warhammer 40,000: Dawn of War для Microsoft Windows, орієнтована на широкий загал. Завдяки сюжету та ігровому процесу вона швидко стала відомою і ознайомила гравців зі всесвітом Warhammer 40,000. Через її популярність багато новачків навіть стали вважати Dawn of War первинною, а настільну гру супутньою продукцією. Гра отримала три продовження, які також здобули схвалення гравців і критиків. Паралельно було випущено для мобільних платформ Glory in Death та Squad Command.
Продовження серії Dawn of War під назвою Dawn of War II почалося з 2009 року, коли вийшла гра Warhammer 40,000: Dawn of War II. Гра мала два продовження Chaos Rising та Retribution, які завершили історію, почату ще в першій Dawn of War.
Доволі успішною стала шутер/слешер Warhammer 40,000: Space Marine, випущена в 2011 році, хоч вона і зустріла жорстку критику за невідповідність першоджерелам. Супутньою для неї стала Kill Team, що використовувала графіку з Dawn of War II.
Першою MMORPG задумувалася Warhammer 40,000: Dark Millennium, анонсована 2007 року. Однак, її розробка у 2012 році була зупинена. У 2013 вийшла нова гра за Space Hulk — Space Hulk (2013), яка згодом була перевидана як Space Hulk: Ascension Edition.
2010-ті роки позначилися низкою мобільних ігор, таких як: Space Wolf, Carnage, Storm of Vengeance, The Horus Heresy: Drop Assault, симулятор меха Freeblade, стратегічного екшну Deathwatch: Tyranid Invasion. Для ПК вийшли покрокова стратегія за зразком Panzer General Warhammer 40,000: Armageddon та шахова гра Warhammer 40,000: Regicide.
У 2016 році була випущена успішна космічна стратегія Battlefleet Gothic: Armada за однойменною настільною грою, MMO Warhammer 40,000: Eternal Crusade, шутер Space Hulk: Deathwing та настільна карткова відеогра Talisman: The Horus Heresy. В квітні 2017 відбувся реліз стратегічної Dawn of War III. Влітку 2016 було випущено для ПК і мобільних пристроїв екшн Eisenhorn: Xenos, покрокову стратегію Warhammer 40,000: Sanctus Reach. У січні 2017 відбувся анонс Necromunda: Underhive Wars, заснованої на настільній грі Necromunda. Також було видано рольову гру Warhammer 40, 000: Inquisitor — Martyr, покрокову стратегію The Horus Heresy: Battle of Tallarn. Готується до виходу мобільна колекційна карткова відеогра The Horus Heresy: Legions. У січні 2018 року було анонсовано продовження Battlefleet Gothic: Armada, космічну стратегію Battlefleet Gothic: Armada II, випущене в 2019, а згодом видано покрокову тактику Space Hulk: Tactics і стратегію Warhammer 40,000: Mechanicus. У 2020 вийшли покрокова тактика Necromunda: Underhive Wars, в 2021 — Necromunda: Hired Gun та ще низка невеликих ігор для різних платформ.

### Книги
Окрім ігрової літератури за всесвітом Warhammer 40, 000 існує художня література у вигляді коміксів, романів та артбуків. Основним тематичним видавництвом є Black Library, засноване 1997-го року Ріком Прістлі, Енді Джонсом, і Марком Гаскойном. Окрім видання маловідомих журналів, як «Inferno!», «Warhammer Monthly», «Citadel Journal» та «Hammer and Bolter», воно випускає романи, комікси, принти і «довідкову літературу» за всесвітом Warhammer 40, 000. Такою, наприклад, є «Xenology», де описується анатомія різних вигаданих істот.
Основні серії художньої літератури за всесвітом Warhammer 40, 000 це: «Адептус Механікус», «Аріман», «Апокаліпсис», «Армагеддон», «Бастіонні війни», «Криваві янголи», «Каїфас Каїн», «Темний елдар», «Темна єресь», «Світанок війни», «Смертельна варта», «Кузня Марса», «Привиди Ґаунта», «Готична війна», «Сірі лицарі», «Єресь Гора», «Імперська гвардія», «Війна Інквізиції», «Інквізитор», «Залізні воїни», «Останні щасливці», «Спадок Калібану», «Махаріанський хрестовий похід», «Некромунда», «Володарі ночі», «Шлях ельдара», «Вільний торговець», «Щит Баала», «Шира Кальпурнія», «Сестри битви», «Випивачі душ», «Битви Космічних десантників», «Космічний вовк», «Звір постає», «Том вогню», «Ультрамарини», «Пожирачі світів». Одним з найвідоміших авторів є Ден Абнетт, автор серій романів, окремих романів та коміксів.
Українською тривалий час ні ігрова, ні художня література за Warhammer 40,000 офіційно не перекладалася. Романи за цим вигаданим усесвітом почали видаватися в українському перекладі з 2023 року видавництвом Molfar Comics.

### Фільми та серіали
Офіційний повнометражний фільм за всесвітом Warhammer 40, 000 існує лише один — «Ультрамарини». Це тривимірний анімаційний фільм за сценарієм Дена Абнетта, що вийшов на дисках у 2010 році.
В 1996 році на заході 25th Anniversary Games Day Games Workshop було представлено короткометражний фільм «Inquisitor». Також демонструвалися трейлери до невипущених «Hive Infestation» і «Blood for the Blood God».
Решта фільмів фанатські. В 2007 році вийшов «Damnatus: Der Feind im Innern». Зйомки тривали з 2003 року і проводилися групою ентузіастів на півдні Німеччини. Після випуску Games Workshop фільм був заборонений з приводу порушення авторських прав.
Протягом 2013 року групою фанатів з Києва було знято пародійний російськомовний мінісеріал «Комиссар и недобитки», що налічує 5 епізодів.
Іншим фанатським фільмом, але вже схваленим Games Workshop, став «The Lord Inquisitor». Це тривимірний анімаційний фільм, який створювався однією людиною — Еразмом Бросдау (нім. Erasmus Brosdau). У серпні 2016 було оприлюднено 9-хвилинний пролог, але подальшу роботу припинено.
Готується комп'ютерний анімаційний фільм «Death of Hope», присвячений подіям Єресі Гора, трейлер якого вийшов у грудні 2017 року. Впродовж 2018—2019 виходив мінісеріал «Astartes», присвячений штурму Космодесантниками корабля зрадників.
Також у грудні 2018 року було анонсовано комп'ютерний анімаційний вебсеріал «Angels of Death», зосереджений на подвигах Космодесантників ордену Кривавих янголів, що очікується до виходу в 2019. В липні 2019 було анонсовано високобюджетний телесеріал, присвячений пригодам інквізитора Ґреґора Ейзенхорна — персонажа серії романів.
З березня 2021 року на платному сервісі Warhammer TV вийшов анімаційний серіал-антологія «Молот і болтер». У 2023 році розпочалися покази комп'ютерного анімаційного серіалу «Pariah Nexus».

## Інше

### Вимова й написання термінів та імен
Через численні запозичення імен та власних назв з різних культур та мов не існує одностайності щодо правильності їх написання і вимови. Це стосується як української мови, так і оригінальної, англійської. Додатково фракції, цивілізації вигаданого всесвіту володіють жаргонами і власними мовами.
Значна частина назв та імен пишуться вигаданою мовою офіційних установ держави Імперіум - високою готикою. Ця мова є сильно латинізованою англійською, використовує англійські та латинські слова, часто заміняючи одні на інші (Earth — Terra, star — astra) та надаючи англійським «латинського» вигляду характерними закінченнями (extermination — exterminatus, department — departmento). В більшості випадків висока готика слугує для створення атмосфери загадковості й величі. Тому назви організацій, технічних термінів не перекладаються та ігнорують правила транслітерації й практичної транскрипції з латини (наприклад, сегментум, а не сегмент; адміністратум, а не адміністрація). Звичайна англійська і мови перекладу творів слугує для передачі повсякденної мови Імперіуму — низької готики. В той же час «латинські» імена персонажів, особливо ті, що є відсилками до історичних та міфічних осіб, часто підпадають під ці правила. Наприклад, Sanguinius — Сангвіній, Learchus — Леарх, оскільки в іменників другої відміни латинської мови закінчення -ius передається як -ій (-ий), а -us відкидається.
Існують і спірні випадки, коли є багато варіантів. Так Horus серед українських шанувальників Warhammer 40,000 передається як Горус, що відповідає правилам транслітерації українською з англійської (h — г), ігноруючи відкидання чи зміну закінчення -us, хоча в офіційному українському перекладі використовується Гор. Інколи вживається варіант Хорус, який відомий з російськомовних перекладів. При цьому Horus є англомовним написанням імені давньоєгипетського бога Гора, цей варіант і був обраний українським видавництвом Мольфар. Khorne згідно правил транслітерації пишеться українською з англійської як Хорн, але англійською нерідко вимовляється як Корн. В неофіційних перекладах часто подається як Кхорн.
Мова орків є спотвореною англійською за зразком лондонських кокні. Традиційно в ній «h» і закінчення «ing» не вимовляється і на письмі заміняється апострофом (house — 'ouse, looting — lootin'), а закінчення «er» замінюється на «а» (shooter — shoota). «Th» і «ck» передаються як «d», «f» і «k» відповідно (that — dat, think — fink, luck — luk). «S» звучить більш різко, як «z» (boys — boyz). У фанатських перекладах українською часто передається як суржик з грубими помилками написання (по людях — по людинам, їм — ім).